# Naomichi Suzuki
Naomichi Suzuki (鈴木 直道 Suzuki Naomichi?, Kasukabe; 14 de marzo de 1981) es un abogado y político independiente japonés egresado de la Universidad de Hosei. Desde el 23 de abril de 2019 se desempeña como gobernador de la prefectura de Hokkaido en el norte de Japón. Anteriormente fue empleado municipal en la ciudad de Tokio y fue alcalde de la ciudad de Yūbari. Hasta 2021 es el gobernador más joven de Japón y uno de los que ha tenido un liderazgo destacado en el manejo de la pandemia de covid-19 en Japón.